# Všichni dobří rodáci
Všichni dobří rodáci je český film režiséra Vojtěcha Jasného natočený v roce 1968. Snímek ukazuje osudy vesnických lidí ve 40. a 50. letech 20. století.
Film byl uváděn jen necelé čtyři měsíce během léta a podzimu 1969, přesto jej vidělo více než 900 000 lidí. Poté byl mnoho let ukryt v trezoru a až do pádu komunistického režimu se nesměl promítat.

## Obsazení
| Radoslav Brzobohatý | František           |
| Věra Galatíková     | jeho manželka       |
| Vlastimil Brodský   | Očenáš              |
| Vladimír Menšík     | Jořka s pyřkem      |
| Waldemar Matuška    | Zášínek             |
| Pavel Pavlovský     | Bertin              |
| Karel Augusta       | Joža Trňa           |
| Václav Babka        | krejčí Franta Lampa |
| Drahomíra Hofmanová | Veselá vdova        |
| Helena Růžičková    | Božka               |
| Josef Hlinomaz      | Frajz               |
| Václav Lohniský     | Zejvala             |

## Příběh
Film, který je soustředěn na proměny osudů skupiny sedmi kamarádů, se odehrává v moravském městečku Kelč a začíná v květnu 1945. Lidé tady prožívají euforii po konci druhé světové války, večer se všichni scházejí v hospodě U Vola nad vínem a při muzice. Přichází však únor 1948, znárodňování majetku sedláků, vytváření jednotných zemědělských družstev a politické procesy. Některým tato doba přála, zvláště bezcharakterním jedincům, kteří po založení národních výborů mohli rozhodovat o životech a majetku ostatních, jiné naopak těžce postihla ztrátou blízkých a rozpadem rodinných a společenských jistot. Skupina přátel z malého městečka se rozpadá a rozděluje na dva nesmiřitelné tábory. Jedním z těch, kteří vzdorují kolektivizačnímu nátlaku, je všeobecně respektovaný sedlák František (Radoslav Brzobohatý).

## Lokace
Převážná část filmu byla natočena v městě Bystré v okresu Svitavy, scény spojené s rychtou Zášínka (Waldemar Matuška) byly natáčeny ve Sněžném, avšak film pojednává o obci Kelč, ležící na pomezí Valašska a Hané, kde režisér Jasný trávil dětství. Natáčení lokace byla přesunuta jednak kvůli vzdálenosti Kelče od Prahy, jednak pro odpor kelčských k natáčení filmu, který by komplikoval obsazení. Obyvatelé Bystrého měli potřebný moravský akcent a s natáčením souhlasili. Reálnou předlohou pro postavu Františka byl sedlák z Kelče František Slimáček, s nímž se R. Brzobohatý před natáčením důkladně seznámil. Reálnou předlohou pro postavu Očenáše byl varhaník Jaroslav Očenášek.

## Hlášky
Lampa: Není mi nic, enem jsem se posrál.

## Ocenění
- Trilobit 1968 za režii Vojtěchu Jasnému 1968
- Trilobit 1968 za herecký výkon Vladimíru Menšíkovi
- Cena za nejlepší režii; MFF v Cannes 1969
- Cena české filmové kritiky za rok 1968 1969
- Malé zlaté slunce Vladimíru Menšíkovi (VII. FFM Trutnov) 1969
- Výroční cena Karel 69 časopisu Kino za nejlepší herecký výkon Vladimíru Menšíkovi (XX. FFP) 1969[4]
- Čestná cena (XXII. mezinárodní týden Verona /Itálie/) 1991
- 3. místo v anketě filmových kritiků o nejlepší česko-slovenský hraný film století 1998

## Citát
| „               | Joska se jen zasměje: 'Mráz kopřivu nespálí' a kulhá domů. Ale je mu zle, začne blouznit. Lehne si doma, pak musí na vzduch. Nikde nikdo. Pes honí po dvorku husy. Celý dvorek je posetý bílým peřím. Joska vyjde doprostřed, chce zavolat o pomoc, ale padne tváří do země. Když se zvedne, má na ústech tři pírka. Jedno vezme vítr, když se zvedá, druhé, když se vztyčí, a třetí, když zavolá. Ale nikdo neslyší jeho volání. Joska padne tváří do země a kolem je bílé peří. Stále více bílého peří, až už není nic. Tak zemřel velký talent, technik, vynálezce a místní kradák Joska s pyřkem. Divák promine autoru, že je mu ho líto. Kdyby se narodil v jiné, lepší době, byl by z něho určitě vynálezce. Z hospody vyhrávají křídlovky. Je krásné nedělní odpoledne. | “ |
| — Vojtěch Jasný | |   |

## Obnovená premiéra
Znovu se do českých kin Všichni dobří rodáci vrátili až v lednu roku 1990 (viz Filmový přehled, 1990,č.6, s.46). V roce 2013 byl film digitálně zrestaurován za podpory Nadace české bijáky a opět uveden v českých kinech, vidělo jej 3 150 diváků.